# Blitz à quatre
Pour les articles homonymes, voir Blitz (homonymie).

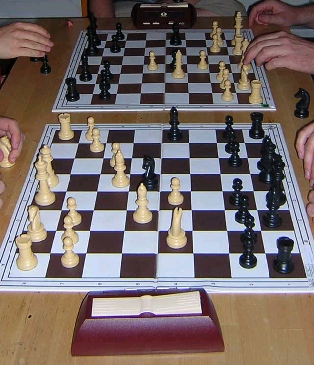
joueurs de blitz à quatre

Le blitz à quatre ou double blitz est une variante du jeu d'échecs populaire aussi connue sous de nombreuses autres appellations en anglais.
Elle consiste à jouer en deux équipes de deux joueurs sur deux échiquiers, les équipiers ayant des couleurs alternées. Les règles habituelles du jeu sont appliquées, avec la particularité que chaque pièce adverse capturée par un joueur est transmise à son coéquipier, qui peut choisir de la placer à son bénéfice sur son échiquier plutôt que de jouer un coup.
Cette variante populaire existe sur les serveurs d'échecs en ligne, notamment le FICS, l'ICC ou chess.com, et chaque année sont organisés des championnats de la discipline.

## Terminologie
Le terme « blitz à quatre » est rarement utilisé en français du Canada et c’est « double blitz » qui y est communément utilisé — le nom double blitz est également connu et utilisé en anglais canadien en plus du terme Bughouse.
En anglais, on rencontre Bughouse Chess (hôpital psychiatrique en argot américain), Exchange Chess, Siamese Chess, Tandem Chess (une sous-variante où on ne peut pas faire échec en plaçant une pièce), Transfer Chess, Bughouse et parfois aussi Team Chess, Hungarian Chess, Swedish Chess, New England Double Bughouse, Pass-On Chess, Tandem Put-back, Double Speed, Double Chess, Double Five, Simultaneous chess, Double Bug ou Double Bughouse',.
En France, le blitz à quatre porte aussi le nom d'alimentation (les partenaires s'alimentent l'un l'autre avec les pièces prises au camp opposé),

## Règles particulières

### Capture des pièces et promotion
Les pièces capturées sont transmises à l'équipier, qui peut les placer à son gré sur son échiquier ou les garder en réserve. Les pions ne peuvent pas être placés sur la première ni la dernière rangée. En cas de promotion, le pion n'est pas remplacé par une dame (bien qu'il soit traité comme tel), et redevient un pion une fois capturé. Parfois, le pion est couché pour indiquer qu'il s'agit d'un pion promu en dame. Un pion placé sur la deuxième rangée peut effectuer une avance de deux cases pour son premier mouvement. La réserve de pièces doit être tenue en vue de l'adversaire.
Une variante de cette règle est d'échanger le pion avec une pièce que l'on prend sur l'autre échiquier.

### La pendule et l'accomplissement des coups
Le blitz à quatre est normalement joué à la pendule, typiquement aux alentours de cinq minutes par joueur pour éviter les blocages indéfinis en attendant une pièce. La pendule est placée sur le côté extérieur de l'échiquier de façon que les joueurs voient les pendules. Au début du match, les deux pendules sont démarrées simultanément par les Noirs. Il est parfois autorisé de toucher les pièces sans devoir les jouer et même de pouvoir changer de coup une fois une pièce lâchée, on ne considère alors le coup comme accompli qu'une fois la pendule actionnée.

### Fin du jeu
Le match est fini quand l'une des deux parties se termine que ce soit par un mat, un abandon, une chute du drapeau ou lorsqu'un coup illégal a été complété et réclamé. Le match est nul d'un commun accord ou quand les deux pendules chutent simultanément pour des camps opposés. Parfois, la règle de la triple répétition de la position est appliquée.
Dans certaines variantes, le jeu continue sur l'autre échiquier et le pointage du match va dépendre de la somme des deux résultats.[réf. nécessaire]

### Communication
La communication entre les équipiers est généralement autorisée pendant la partie. Un joueur peut par exemple demander une pièce à son équipier ou l’inciter à faire des échanges, proposer des coups ou lui demander d’arrêter de jouer, mais il ne peut pas manipuler les pièces de l’autre échiquier ni appuyer sur la pendule de son partenaire même en cas d’oubli.

### Variantes
Il existe de nombreuses variantes du blitz à quatre, souvent dans la façon dont les pièces sont introduites sur l'échiquier, par exemple :
- les pièces ne peuvent pas être placées en donnant un échec — c’est la forme la plus courante en Europe après la variante principale[6],[7];
- les pièces ne peuvent être placées que sur sa propre moitié de l'échiquier (c'est-à-dire les quatre rangées les plus proches du joueur) ;
- le jeu sur le deuxième échiquier continue après la fin de la partie sur le premier ;
- les rois sont capturés et le match continue jusqu'à ce qu'une équipe ait tous les rois sur l'échiquier ;
- les pions ne peuvent pas être placés sur l'avant-dernière rangée (ni parfois sur l'antépénultième)[réf. nécessaire] ;
- les pions peuvent être placés sur la première rangée ;
- quand un pion est promu, le joueur échange son pion contre une des pièces (sauf le roi) de l'adversaire de son coéquipier.

Il est aussi possible de jouer avec deux joueurs sur deux échiquiers. Parfois, on n'utilise alors qu'une seule pendule et on force une alternance particulière des coups (joueur A avec les Blancs, puis joueur B avec les Blancs, puis joueur A Noirs et joueur B Noirs).
On peut aussi jouer sur trois échiquiers ou plus. Les règles sont alors identiques, mais le joueur qui effectue une capture doit déterminer lequel de ses équipiers va recevoir la pièce (cette règle n’est pas toujours appliquée, et les joueurs continuent donc à s’échanger des pièces malgré le chaos que cela peut occasionner).
Sur trois échiquiers, le joueur central joue un rôle clé puisqu’il reçoit des pièces de ses deux partenaires et doit décider à qui il donne les pièces qu’il capture. Dans cette variante, l’échiquier central est souvent inondé de pièces qui ne cessent de s’échanger ou de se sacrifier.

## Notation

Exemple d’une partie de blitz à quatre.

La notation algébrique est employée avec une extension spéciale pour signifier qu’une pièce a été ajoutée, souvent « @ » ; par exemple « C@f1 » signifie qu’un cavalier a été ajouté en « f1 », « P@h7 » un pion en « h7 », etc. C’est la notation (en anglais) utilisée sur chess.com, ICC et FICS.
On utilise aussi une variante du format PGN appelé BPGN,[réf. nécessaire], il existe aussi des logiciels spécialisés dans le visionnage de parties de blitz à quatre.
Exemple de partie en format BPGN :
```
[Event "Match de double blitz coté"]
[Site "serveur d'échecs X"]
[Date "2004.04.12"]
[WhiteA "WA"][WhiteAElo "1970"]
[BlackA "BA"][BlackAElo "2368"]
[WhiteB "WB"][WhiteBElo "1962"]
[BlackB "BB"][BlackBElo "2008"]
[TimeControl "180+0"]
[Result "0-1"]

1A. e4 {180} 1a. Nc6 {180} 1B. d4 {179} 2A. Nc3 {179}
1b. Nf6 {178} 2a. Nf6 {178} 2B. d5 {178} 3A. d4 {177}
2b. e6 {177} 3a. d5 {177} 3B. dxe6 {176} 4A. e5 {176}
3b. dxe6 {176} 4B. Qxd8+ {175} 4a. Ne4 {175}
4b. Kxd8 {175} 5B. Bg5 {174} 5A. Nxe4 {174}
5a. dxe4 {173} 5b. Be7 {173} 6A. Nh3 {173}
6B. Nc3 {172} 6a. Bxh3 {171} 6b. N@d4 {171}
7A. gxh3 {171} 7a. Nxd4 {170} 7B. O-O-O {169}
8A. P@e6 {168} 7b. Nbc6 {168} 8B. Bxf6 {166}
8a. N@f3+ {165} 9A. Qxf3 {165} 8b. Bxf6 {164}
9a. Nxf3+ {164} 10A. Ke2 {164} 9B. e3 {164}
10a. Q@d2+ {164} 11A. Bxd2 {164} 11a. Qxd2+ {164}
{WA checkmated} 0-1
```

## Compétitions

### Jeux d'Asie du Sud-Est 2013
Deux tournois de blitz à quatre ont été disputées à Naypyidaw (Birmanie) durant les Jeux d'Asie du Sud-Est de 2013 dans le cadre des épreuves d'échecs (en). Il n'y a pas eu de blitz à quatre durant les autres éditions.

#### Podiums
| Épreuve                     | Or                                                          | Argent                                 | Bronze                                                    |
| --------------------------- | ----------------------------------------------------------- | -------------------------------------- | --------------------------------------------------------- |
| Tournoi par paire masculine | Indonésie Muhammad Lutfi Ali Susanto Megaranto              | Viêt Nam Dao Thien Hai Nguyen Van Huy  | Indonésie Farid Firman Syah Masruri Rahman                |
| Tournoi par paire mixte     | Indonésie Muhammad Lutfi Ali Chelsie Monica Ignesias Sihite | Viêt Nam Hoang Thi Nhu Y Dao Thien Hai | Indonésie Dewi Ardhiani Anastasia Citra Susanto Megaranto |

#### Tableau des médailles
| Rang  | Nation    | Or | Argent | Bronze | Total |
| ----- | --------- | -- | ------ | ------ | ----- |
| 1     | Indonésie | 2  | 0      | 2      | 4     |
| 2     | Viêt Nam  | 0  | 2      | 0      | 2     |
| Total | Total     | 2  | 2      | 2      | 6     |